# أسمهان

شعار جوجل بمناسبة الذكرى 103 على ميلاد أسمهان التي ولدت عام 1912

أسمهان (25 نوفمبر 1912 - 14 يوليو 1944)، مغنية وممثلة سورية. اسمها الحقيقي «آمال الأطرش» وهي شقيقة الموسيقار فريد الأطرش.

## أسرتها
اسمها الحقيقي هو آمال الأطرش ، والدها هو الأمير فهد الأطرش وهو درزي من جبل الدروز في سوريا وكان مدير ناحية في قضاء ديمرجي في تركيا، ووالدتها علياء المنذر وهي درزية لبنانية من بلدة شويت المتن، ولديها شقيقين هما: فؤاد وفريد الأطرش المطرب والموسيقار المعروف والذي كانت على وفاق تام معه وهو الذي أخذ بيدها إلى عالم الفن وجعلها نجمة غناء لامعة إلى جانب شهيرات ذلك الوقت أم كلثوم، نجاة علي، ليلى مراد وغيرهن. وقد كان لها شقيق ثالث يدعى أنور وشقيقة تدعى وداد الذين توفيا صغيرين قبل مجيء الأسرة إلى مصر.
عائلتها هي عائلة درزية كريمة يعود نسبها إلى آل الأطرش في سورية الذين كان فيهم رجال لعبوا دورًا بارزًا في الحياة السياسية في سوريا والمنطقة، أبرزهم إبن عم والدها الثوري المجاهد سلطان الأطرش قائد الثورة السورية ضد الاحتلال الفرنسي.

## نشأتها
ولدت على متن باخرة كانت تقل العائلة من تركيا بعد خلاف وقع بين الوالد والسلطات التركية، وقد مرت العائلة في طريق عودتها من تركيا إلى بيروت حيث بعض الأقرباء في حي سرسق، ثم انتقلت إلى سوريا وتحديدًا إلى جبل الدروز بلد آل الأطرش، واستقرت الأسرة وعاشت حياة سعيدة إلى أن توفي الأمير فهد في عام 1924، واضطرت والدتها الأميرة علياء على إثر نشوب الثورة الدرزية في جبل الدروز وانطلاق الثورة السورية الكبرى إلى مغادرة عرينها في جبل الدروز في سوريا والتوجه بأولادها إلى مصر.
في القاهرة أقامت العائلة في حي الفجالة وهي تعاني من البؤس والفاقة، الأمر الذي دفع بالأم إلى العمل في الأديرة والغناء في حفلات الأفراح الخاصة لإعالة وتعليم أولادها الثلاثة.

## أسمهان- الاسم الفني
ظهرت مواهب آمال الغنائية والفنية باكرًا، فقد كانت تغني في البيت والمدرسة مرددة أغاني أم كلثوم ومرددة أغاني محمد عبد الوهاب وشقيقها فريد. وفي أحد الأيام استقبل فريد في المنزل (وكان وقتها في بداية حياته الفنية) الملحن داود حسني أحد كبار الموسيقيين في مصر، فسمع آمال تغني في غرفتها فطلب إحضارها وسألها أن تغني من جديد، فغنت آمال فأعجب داود حسني بصوتها، ولما انتهت قال لها «كنت أتعهد تدريب فتاة تشبهك جمالًا وصوتًا توفيت قبل أن تشتهر لذلك أحب أن أدعوك باسمها أسمهان» وهكذا أصبح اسم آمال الفني أسمهان.

## انطلاقتها الفنية
أخذت أسمهان منذ 1931 تشارك أخاها فريد الأطرش في الغناء في صالة ماري منصور في شارع عماد الدين بعد تجربة كانت لها إلى جانب والدتها في حفلات الأفراح والإذاعة المحلية، وراح نجمها يسطع في سماء الأغنية العربية، وصوتها ((السخي، الفياض بالشجو المرنان)) على حد قول كرم ملحم كرم، يفتن الأسماع ويغزو القلوب. آثر عن محمد عبد الوهاب قوله في أسمهان، وكانت في السادسة عشرة: «إن أسمهان فتاة صغيرة لكن صوتها صوت امرأة ناضجة». واسم أسمهان هو مأخوذ من الكلمة التركية من مقطعي اسم وهان المحرفة من كلمة خان وتعني الحاكم أو السلطان والجاه.

## أميرة الجبل
في سنة 1934 تزوجت من الأمير حسن الأطرش وانتقلت معه إلى جبل الدروز في سوريا ليستقروا في قرية عرى مركز إمارة آل الأطرش لتمضي معه كأميرة للجبل مدة ست سنوات رزقت في خلالها ابنة وحيدة هي كاميليا، لكن حياتها في الجبل انتهت على خلاف مع زوجها، فعادت من سوريا إلى مصر، وقد عاد إليها الحنين إلى عالم الفن لتمارس الغناء ولتدخل ميدان التمثيل السينمائي.

## أسمهان في السينما
فتحت الشهرة التي نالتها كمطربة جميلة الصوت والصورة أمامها باب الدخول إلى عالم السينما، فمثلت سنة 1941 في أول أفلامها انتصار الشباب إلى جانب شقيقها فريد الأطرش، وشاركته أغاني الفيلم. وفي خلال التصوير تعرفت إلى المخرج أحمد بدرخان ثم تزوجته عرفيا، ولكن زواجهما إنهار سريعًا وانتهى بالطلاق دون أن تتمكن من نيل الجنسية المصرية التي فقدتها حين تزوجت الأمير حسن الأطرش.

اسمهان

وفي سنة 1944 مثلت في فيلمها الثاني والأخير غرام وانتقام إلى جانب يوسف وهبي وأنور وجدي ومحمود المليجي وبشارة واكيم وسجلت فيه مجموعة من أحلى أغانيها، وشهدت نهاية هذا الفيلم نهاية حياتها.
وقد سبق لها أن شاركت بصوتها في بعض الأفلام كفيلم يوم سعيد، إذ شاركت محمد عبد الوهاب الغناء في أوبريت مجنون ليلى، كما سجلت أغنية محلاها عيشة الفلاح في الفيلم نفسه، وهي من ألحان محمد عبد الوهاب الذي سجلها بصوته في ما بعد، كذلك سجلت أغنية ليت للبراق عينًا في فيلم ليلى بنت الصحراء.

## اتهامها بالجاسوسية
أثيرت الكثير من القصص والأقاويل حول تعاونها مع الاستخبارات البريطانية  وتقول إحداها أنه في مايو 1941 تم أول لقاء بينها مع أحد السياسيين البريطانيين العاملين في منطقة الشرق الأوسط جرى خلاله الاتفاق على أن تساعد أسمهان بريطانيا والحلفاء في تحرير سوريا وفلسطين ولبنان من قوات فيشي الفرنسية وقوات ألمانيا النازية وذلك عن طريق إقناع زعماء جبل الدروز بعدم التعرض لزحف الجيوش البريطانية والفرنسية (الديغولية).
وقد قامت بمهمتها خير قيام بعد أن أعادها البريطانيون إلى زوجها الأسبق الأمير حسن، فرجعت أميرة الجبل من جديد، وهي تتمتع بمال وفير أغدقه عليها الإنكليز، وبهذا المال استطاعت أن تحيا مرة أخرى حياة الترف والبذخ وتثبت مكانتها كسيدة لها شأنها في المجتمع ولم تقصر في الوقت نفسه في مد يد المساعدة لطالبيها وحيث تدعو الحاجة.
وفي عددها الصادر صباح الإثنين 29 سبتمبر 1941، كتبت جريدة الحديث البيروتية: (الأميرة آمال الأطرش استعانت بالله وقررت تخصيص يوم الإثنين من كل أسبوع لتوزيع الطحين على الفقراء مجانا وفي منزلها الكائن في عمارة مجدلاني في حارة سرسق).
إلا أن وضعها لم يستقر، فساءت الحال مع زوجها الأمير حسن في الجبل في سوريا من جديد، كما أن الإنكليز تخلوا عنها وقطعوا عنها المال لتأكدهم من إنها بدأت تعمل لمصلحة فرنسا الديغولية، ويقال أنها بدأت ترفض طلباتهم حيث وجدت نفسها ستدخل سلسلة لا تنتهي من المهام، وارتأت هي أنها فنانة لا تريد أن توقع نفسها في هذا الشرك.
وقد اعترف الجنرال إدوارد سبيرز ممثل بريطانيا في لبنان يومذاك بأنه يتعامل معها لقاء أموال وفيرة دفعت نظرًا لخدماتها وقال عنها أنها كانت كثيرة الكلام ومدمنة على الشرب وأنه قطع كل علاقة معها، كما قال عنها صديقها الصحفي محمد التابعي أنها كانت لا تترك الكأس من يدها وكانت تقول له أنها لا تحب أن ترى الكاس مليئا أو فارغا، كما كانت تدخن بشراهة.

## وفاتها
عادت أسمهان للعمل في الغناء والسينما في مصر رغم أن زواجها من أحمد سالم لم يكن سعيدًا، وفي الوقت الذي كانت تعمل فيه بفيلم غرام وانتقام استأذنت من منتج الفيلم الممثل يوسف وهبي بالسفر إلى منطقة رأس البر لتمضية فترة من الراحة هناك لكنه ألح عليها بعدم السفر مرارا وتكرارا و عرض عليها ان تقضى اجازة معه هو و زوجته فى الإسكندرية بعد أن أستأذن زوجته ووافقت على دعوته لأسمهان و كادت أن توافق أسمهان إلا ان أصدقاؤها من السيدات الذين دعوها لرأس البر قد وصلوا إليها فأبلغت يوسف وهبي بأن أصدقاؤها وصلوا إليها و أعتذرت له فوافق و قد أستقل أصدقاؤها سيارتهم و أستقلت أسمهان و ماري سيارة أسمهان التى قد اشترتها حديثا بقيادة سائقها الشخصى الجديد !!؟ الذى عمل سابقا فى الشركة المالكة للسيارة سابقا و هى شركة إنتاج فنى. فذهبت إلى رأس البر صباح الجمعة 14 يوليو 1944 ترافقها صديقتها ومديرة أعمالها ماري قلادة، وفي الطريق فقد السائق السيطرة على السيارة فانحرفت وسقطت في الترعة (ترعه الساحل الموجودة حاليا في مدينة طلخا)، حيث لقيت مع صديقتها حتفهما عن عمر ناهز 32 سنة أما السائق فلم يصب بأذى ! وبعد الحادثة اختفى، وبعد اختفائه تم استجوابه و كان رده "ساعة القدر بيعمى البصر " و ظل السؤال عمن يقف وراء موتها دون جواب لكن ظلت أصابع الاتهام موجهة نحو كل من:
المخابرات البريطانية وإلى زوجها الأول حسن الأطرش وإلى زوجها الثالث أحمد سالم وإلى أم كلثوم وشقيقها فؤاد الأطرش
ومن غريب المصادفات أنها قبل أربع سنوات من وفاتها، أي في أوائل أيلول 1940 كانت تمر في المكان عينه فشعرت بالرعب لدى سماعها صوت آلة الضخ البخارية العاملة في الترعة، ورمت قصيدة أبي العلاء المعري (غير مجدٍ) التي لحّنها لها الشيخ زكريا أحمد، وكانت تتمرن على أدائها حينذاك استعدادًا لتسجيلها في اليوم التالي للإذاعة. وقالت للصحافي محمد التابعي رئيس تحرير مجلة «آخر ساعة» والذي كان يرافقها «كلما سمعت مثل هذه الدقات تخيلت أنها دفوف جنازة».

## أغاني أسمهان
عُرف عن أسمهان أنها لم تحصر تعاملها مع ملحن واحد مهما كان شأنه فتعددت أسماء الملحنين الذين غنّت لهم ألحانا خالدة أمثال: محمد عبد الوهاب، ورياض السنباطي، ومحمد القصبجي، وشقيقها فريد الأطرش، إضافة إلى مكتشفها ومتعهدها داود حسني. إلا أنه بالإمكان الإشارة إلى أن فريد الأطرش ومحمد القصبجي كانت لهما حصة كبيرة في تلحين أغاني أسمهان الأكثر شهرة. وكما تعددت أسماء الملحنين، تعددت كذلك أسماء الشعراء، نذكر منهم: أحمد رامي، ويوسف بدروس، والأخطل الصغير، ومأمون الشناوي، وبديع خيري، وبيرم التونسي. وهنا تجد لائحة بأسماء معظم أغانيها:
| اسم الأغنية                   | المؤلف            | الملحن                                                                      | ملاحظات                       |
| ----------------------------- | ----------------- | --------------------------------------------------------------------------- | ----------------------------- |
| عاهدني يا قلبي                | محمود إسماعيل     | زكريا أحمد                                                                  |                               |
| عذابي في هواك                 | أحمد المرشدي      | زكريا أحمد                                                                  |                               |
| هديتك قلبي                    |                   | زكريا أحمد                                                                  |                               |
| غير مجدٍ في ملّتي واعتقادي      | أبو العلاء المعري | زكريا أحمد                                                                  |                               |
| نار فؤادي                     |                   | فريد غصن                                                                    |                               |
| دخلت مرة في جنينة             | مدحت عاصم         | مدحت عاصم                                                                   |                               |
| يا حبيبي تعالى الحقني         |                   | لحن كوبي الأصل أعاده مدحت عاصم عام 1936 فغنته ماري كويني ثم أسمهان عام 1940 |                               |
| محلاها عيشة الفلاح            | بيرم التونسي      | محمد عبد الوهاب                                                             | غنتها بصوتها في فيلم يوم سعيد |
| مجنون ليلى                    | أحمد شوقي         | محمد عبد الوهاب                                                             | غنتها بصوتها في فيلم يوم سعيد |
| يا لعينيك                     | أحمد فتحي         | رياض السنباطي                                                               |                               |
| أقرطبة الغراء                 | ابن زيدون         | رياض السنباطي                                                               |                               |
| الدنيا                        |                   | رياض السنباطي                                                               |                               |
| يا طيور                       | يوسف بدروس        | محمد القصبجي                                                                |                               |
| اسقنيها                       | بشارة الخوري      | محمد القصبجي                                                                |                               |
| ليت للبراق                    |                   | محمد القصبجي                                                                |                               |
| كلمة يا نور العين             |                   | محمد القصبجي                                                                |                               |
| فرق ما بينا الزمان            | علي شكري          | محمد القصبجي                                                                |                               |
| كنت الأماني                   | يوسف بدروس        | محمد القصبجي                                                                |                               |
| هل تيم البان                  | أحمد شوقي         | محمد القصبجي                                                                |                               |
| أين الليالي                   |                   | محمد القصبجي                                                                |                               |
| نويت إداري آلامي              |                   | فريد الأطرش                                                                 |                               |
| عليك صلاة الله وسلامه         |                   | فريد الأطرش                                                                 |                               |
| ياللي هواك                    | أحمد رامي         | فريد الأطرش                                                                 | فيلم انتصار الشباب            |
| كان لي أمل                    | أحمد رامي         | فريد الأطرش                                                                 | فيلم انتصار الشباب            |
| إيدي ف إيدك                   | أحمد رامي         | فريد الأطرش                                                                 | فيلم انتصار الشباب            |
| الشمس غابت أنوارها            | أحمد رامي         | فريد الأطرش                                                                 | فيلم انتصار الشباب            |
| انتصار الشباب                 | أحمد رامي         | فريد الأطرش                                                                 | فيلم انتصار الشباب            |
| ليالي البشر                   | يوسف بدروس        | فريد الأطرش                                                                 | فيلم انتصار الشباب            |
| بدع الورد                     | حلمي الحكيم       | فريد الأطرش                                                                 | فيلم انتصار الشباب            |
| أوبريت الختام (انتصار الشباب) |                   | فريد الأطرش                                                                 | فيلم انتصار الشباب            |
| ليالي الأنس في فيينا          | أحمد رامي         | فريد الأطرش                                                                 | فيلم غرام وانتقام             |
| أنا أهوى                      | مأمون الشناوي     | فريد الأطرش                                                                 | فيلم غرام وانتقام             |
| يا ديرتي                      | بيرم التونسي      | فريد الأطرش                                                                 | فيلم غرام وانتقام             |
| أيها النائم                   | أحمد رامي         | رياض السنباطي                                                               | فيلم غرام وانتقام             |
| نشيد الأسرة العلوية           | أحمد رامي         | رياض السنباطي                                                               | فيلم غرام وانتقام             |
| إمتى حتعرف                    | مأمون الشناوي     | محمد القصبجي                                                                | فيلم غرام وانتقام             |
| أنا اللي استاهل               | بيرم التونسي      | محمد القصبجي                                                                | فيلم غرام وانتقام             |
| رجعت لك يا حبيبي              |                   | فريد الأطرش                                                                 |                               |
| الشروق والغروب                |                   | فريد الأطرش                                                                 |                               |
| الليل                         |                   |                                                                             |                               |
| الدنيا ف إيدي                 |                   |                                                                             |                               |
| أعمل إيه علشان أنساك          |                   |                                                                             |                               |
| أن بنت الليل                  |                   |                                                                             |                               |
| حديث عينين                    |                   |                                                                             |                               |
| في يوم ما اشوفك               |                   |                                                                             |                               |
| الورد                         |                   |                                                                             |                               |
| يا حبيبي الله                 |                   |                                                                             |                               |

ملحوظة: نظرًا لاختلاف المصادر في إعداد المعلومات حول هذا الجدول، فهناك احتمالية لتكرار بعض الأغاني بأسماء مختلفة.

## متحف أسمهان
يتم حاليًا إنشاء متحف أسمهان في منزل زوجها الأمير حسن الأطرش بجبل الدروز في سوريا حيث سيضم مقتنياتها.

## أسمهان في الإعلام
- مسلسل أسمهان: عرض على شاشة التلفاز في رمضان سنة 2009 يجسد سيرة حياة أسمهان من بطولة الممثلة السورية سلاف فواخرجي وإخراج شوقي الماجري وقد لاقى إقبالًا هائلاً.
- حيث غنت المطربة السورية المصرية وعد البحري كل أغاني المسلسل بتتره الأول والأخير، وأعادت تجديد معظم أغاني أسمهان وأغاني لمطربين غنت لهم أسمهان بصوتها.
- المطربة وعد البحري كانت وما زالت من أهم عناصر نجاح المسلسل بهذا الشكل الباهر ولا تقل بطولة عن ممثلي المسلسل وأبطاله ومنتجيه ومخرجه.

## وصلات خارجية
- أسمهان على موقع IMDb (الإنجليزية)
- أسمهان على موقع قاعدة بيانات الأفلام العربية
- أسمهان على موقع ميوزك برينز (الإنجليزية)
- أسمهان على موقع أول ميوزيك (الإنجليزية)
- أسمهان على موقع ديسكوغز (الإنجليزية)
- أسمهان على موقع قاعدة بيانات الفيلم (الإنجليزية)
- أسمهان على موقع ليتربوكسد (الإنجليزية)